# Mulher-Gavião
Mulher-Gavião (em inglês, Hawkgirl e Hawkwoman) é um nome compartilhado por personagens fictícias de histórias em quadrinhos publicadas pela editora estadunidense DC Comics. A esposa do Gavião Negro (Carter Hall), Shiera Sanders criada por Gardner Fox e Dennis Neville, estreou em  Flash Comics #1 (Jan. 1940), foi a primeira a utilizar a identidade de Mulher-Gavião foi criada por Sheldon Moldoff estreando em All Star Comics #5 (Jul. 1941). Na Era de Prata, foi a vez da esposa do Gavião Negro (Katar Hol), Shayera Hol, agente da lei do planeta Thanagar da galáxia de Polaris, criada por Gardner Fox e Joe Kubert, estreou em The Brave and the Bold #34 (Mar. 1961). A terceira versão é Kendra Saunders, sobrinha-neta e reencarnação da primeira Mulher-Gavião, foi criada por Geoff Johns e James Robinson, estreou em  JSA Secret Files #1 (Ago. 1999).

## Mulher-Gavião I (Shiera Sanders)
Há milhares de anos, o Príncipe egípcio Quéops e sua amada, a Princesa Chay-Ara, entraram em contato com o Metal enésimo, um elemento do planeta Thanagar. A exposição ao elemento, combinado com o amor deles, fortaleceu suas almas e o laço entre elas. Eles foram assassinados em seguida por Hath-Set, um sacerdote corrupto de Anúbis. Em suas subseqüentes reencarnações, Quéops e Chay-Ara sempre renasciam destinados a se encontrar e se apaixonar.
Nos anos 40, Quéops emergiu como Carter Hall que com a ajuda do Metal Enésimo tornou-se o Gavião Negro. Chay-Ara havia renascido como a jornalista Shiera Sanders. Carter e seu amigo Perry Carter construíram um par de asas para Shiera que se tornou a Mulher-Gavião e ambos ingressaram na Sociedade da Justiça e no Comando Invencível. Carter e Shiera se casaram e tiveram um filho, Hector Hall.
Com a dissolução da Sociedade da Justiça, Carter e Shiera também se aposentaram... por pouco tempo. Uma nova era heroica começava após a primeira aparição do Superman em público. Logo foi formada a Liga da Justiça. Isto inspirou a volta da Sociedade da Justiça, mas Carter e Shiera se juntaram à Liga como forma de unir os dois grupos.
A Sociedade da Justiça foi eventualmente presa em limbo interdimensional e condenada a lutar contra o Ragnarok por anos antes de ser liberta pelo viajante temporal Tempus. Nesse meio-tempo, eles foram substituídos por um espião Thanagariano chamado Fel Andar e uma policial humana chamada Sharon Parker, como parte de uma conspiração engendrada pelos Thanagarianos, que queriam invadir a Terra.
Após a derrota dos Thanagarianos, Carter e Shiera voltaram à ativa por um breve período, onde chegaram a acolher o filho de Andar, Charley Parker, como seu pupilo, o Águia Dourada, e aconselhar seu afilhado, Norda Cantrell, o super-herói Bóreas dos Feitheranos, uma raça de homens alados que viviam na Indonésia.
Durante a Zero Hora, Carter e Shiera foram fundidos ao terceiro Gavião Negro, o Thanagariano Katar Hol, e aos espíritos dos outros Campeões Alados para poderem derrotar o Deus-Gavião, que havia fugido do Inferno e rumava para a Terra após destruir Thanagar. Porém, ela não sobreviveu à fusão, deixando Carter sem sua alma gêmea. Quando isso aconteceu, a alma de Shiera foi atraída para o corpo de sua sobrinha-neta, Kendra Saunders, que havia cometido suicídio. Shiera entrou no corpo de Kendra, dando a ela sua alma, mas, no processo, fundindo a mente nas duas, com Kendra no controle, mas mantendo algumas das memórias e sentimentos de Shiera, especialmente em relação a Carter.
Recentemente, Carter, que havia sido revivido pelos Thanagarianos, e Kendra foram mortos pelos Lanternas Negros e tornaram-se parte da Tropa Negra por um breve período antes de serem revividos pela Luz Branca da Criação. Quando isso aconteceu, Kendra reviveu como Shiera, que finalmente pôde reunir-se com seu amado Carter, tendo as memórias de todas as suas vidas anteriores, assim como ele.

## Mulher Gavião II (Shayera Hol)
Shayera Hol era membro dos Guardiães Alados, a força policial do planeta Thanagar. Juntamente com Katar Hol, o terceiro Gavião Negro, ela passou a viver na Terra como embaixadora de Thanagar entre os humanos. Porém, eles não se deram bem e Shayera eventualmente retornou a Thanagar.
Pouco tempo antes da Zero Hora, o Deus-Gavião escapou do inferno e destruiu Thanagar, rumando diretamente para a Terra. Como única forma de derrotá-lo, Katar teve que se fundir a Carter e Shiera (que tinham voltado há tempos do limbo), bem como aos espíritos de todos os outros "Campeões Alados". Shiera não sobreviveu a fusão e morreu, deixando Carter sem sua alma gêmea. Shayera pode ser vista na Liga da Justiça.
Seguindo o Renascimento da DC Comics, um relançamento da linha de quadrinhos da empresa em 2016, a Shayera Hol foi apresentada como a Imperadora de Thanagar Prime e protetora dos segredos do planeta. Durante uma viagem a Thanagar, Kendra conhece a Shayera Hol e elas entram em conflito devido a descoberta que as duas são essencialmente a mesma pessoa. É revelado depois que o ciclo de reencarnação da Mulher Gavião foi alterado e ela agora reencarna através do tempo e espaço, isso fez com que Kendra e Shayera Hol pudessem coexistir.

## Mulher-Gavião III (Kendra Saunders)
Kendra Saunders era sobrinha-neta de Shiera Sanders, a primeira Mulher-Gavião, e neta do aventureiro da Era de Ouro Speed Saunders. Quando tinha 19 anos, Kendra cometeu suicídio e seu corpo foi habitado pela alma de sua tia-avó, cujo corpo físico também havia morrido. Como resultado, Kendra voltou à vida, mas, no processo, herdou certas memórias e sentimentos de sua ancestral. Após anos vivendo nas ruas e em orfanatos devido à morte dos pais em um acidente de carro quando ela era apenas um bebê, Kendra foi encontrada por Speed, que a acolheu e a treinou para tornar-se a terceira Mulher-Gavião, usando as asas artificiais e o cinto antigravitacional que um dia pertenceram à Shiera Sanders.
Ao retornar, Carter reconheceu imediatamente em Kendra a alma de sua amada. Porém, Kendra não aceitou os fatos. Pela primeira vez, uma das almas gêmeas rejeitou a outra.
Atualmente, ela vive em St. Roch e faz parte da Sociedade da Justiça. Kendra também fez parte da Liga da Justiça da América presente na luta contra Amazo. Durante sua presença na Liga Kendra começou um romance turbulento com o Arqueiro Vermelho, essa trama virou uma das mais importantes do quadrinho, mas relações passadas, a incapacidade de expressar seus sentimentos e cíumes fez com que os dois terminassem e o Arqueiro Vermelho saiu da Liga. 
Durante os eventos da Crise Final a Mulher Gavião foi seriamente ferida e teve que renunciar da Liga.
O metal enésimo presente nas botas e nos arreios das asas de Kendra permite a ela voar. Graças às recordações de outras vidas, ela têm conhecimento prático da maioria das armas usadas na Terra do Egito Antigo até o presente, entretanto as habilidades da Moça-Gavião estão reduzidas devido a sua recusa em aceitar a reencarnação.
Kendra é morta e se torna um zumbi do Mão Negra (Lanterna Negro) durante a Noite Mais Densa. Ao final da luta, a Luz Branca da Criação a ressuscita e quando ela retira a máscara, descobre-se que ela é Shiera, juntando-se novamente a Carter, o Gavião Negro.
Em 2012 uma nova versão de Kendra Saunders foi apresentada no reboot da DC Comics chamado, Os Novos 52, essa versão foi apresentada nos quadrinhos da Terra 2, a Mulher-Gavião é uma caçadora de tesouros que trabalhava com uma agência especial chamada, Exército Mundial, durante uma missão no Egito ela foi vítima de uma maldição e teve asas incorporadas ao seu corpo. Depois disso ela fugiu da agência e começou a trabalhar com o Doutor Destino. Essa versão é chamada Kendra Munoz-Saunders e é apresentada como uma personagem latina e negra, ela é uma excelente detetive e sua arma de preferência é uma crossbow. Ela faz parte da Sociedade da Justiça da Terra 2. Ela é uma das personagens principais dos quadrinhos envolvendo a Terra 2, junto com o Flash e o Lanterna Verde.
A Mulher-Gavião foi introduzida novamente no Renascimento, um reboot menor da companhia feito em 2016, ela é apresentada como a líder dos Falcões Negros, uma equipe anti-apocalíptica, ela está trabalhando com a Liga da Justiça para impedir a invasão do Multiverso Sombrio.
A Mulher-Gavião é um dos membros da nova Liga da Justiça. Durante uma missão a Thanagar com J'onn e John Stewart a procura de respostas sobre as suas novas asas de Nth Metal que teve incorporada ao seu corpo durante o evento Dark Nights: Metal. Em Thanagar Kendra encontra Shayera Hol, Imperadora de Thanagar, as duas entendem que são essencialmente a mesma pessoa devido ao ciclo de reencarnação delas que agora atua sobre o tempo e o espaço possibilitando que elas coexistam.

## Poderes e habilidades
Geralmente, nas versões clássicas, o metal enésimo usado pela Mulher Gavião tem propriedades que negam a gravidade, permitindo que ela possa voar, com o uso de asas ela consegue controlar melhor o seu vôo. As Mulheres Gavião tem perícias com armas antigas (a de Thanagar tinha também com armas futuristas). Todas conseguem falar com pássaros e possuem força sobre-humana, ela tem uma velocidade em seu voo e é boa em combate corpo a corpo; Shayera é uma ótima observadora e detetive, tanto que até Batman se impressiona com sua habilidade de análise e perícia. Também possui uma ótima durabilidade, reflexos e resistência em campo de batalha. A Mulher Gavião também possui graças ao metal enésimo audição melhorada, fator de regeneração, capacidade de regular sua temperatura e visão aguçada. Graças ao uso recorrente do metal Kendra descobriu que ainda possui todos esses poderes mesmo sem estar usando o metal enésimo. A Mulher Gavião é imortal graças a sua maldição que ocorreu no antigo Egito quando ela foi morta com uma faca forjada por metal enésimo, a faca fez com que ela, Gavião Negro e Hath-Set reencarnassem de tempo em tempo, podendo lutar contra o crime em cada uma de suas encarnações. A Mulher Gavião de Thanagar tem fisiologia thanagariana, com uma força, durabilidade, reflexos ainda melhores.

## Outra Mídias
Em Liga da Justiça (desenho animado) e Liga da Justiça sem Limites Oficial do serviço de inteligência de Thanagar e veio à Terra em missão de observação como revelado em Escrito nas Estrelas. Todo o tempo da liga da justiça ela espionava seus amigos e os ajudava nas missões para ganhar a confiança deles. Ela é hábil no combate corporal e capaz de se comunicar com pássaros. Possui uma clava (ou maça, se preferirem) capaz de afetar criaturas mágicas sendo que, no desenho, suas asas são naturais e não postiças como o apresentado nos quadrinhos. Basicamente humana em sua fisiologia, teve um relacionamento amoroso com John Stewart, algo que ficou claro a partir do episódio Cartas Selvagens e com ele teve um filho chamado Rex Stewart (o Gavião Guerreiro apresentado ao público brasileiro no episódio em duas partes O Chamado de Batman do Futuro). Após a invasão thanagariana, Shayera Hall deixou a Liga da Justiça,um dos momentos mais dramáticos da Liga da Justiça e recebeu abrigo na torre do Senhor Destino em Salém, retornando ao panteão dos heróis no episódio Acordem os Mortos e desde então passou a disputar o amor de John Stewart com Vixen, uma de suas amigas e colegas de equipe.
Em Smallville (série) teve uma aparição na temporada nove e dez da série, interpretada por Sahar Biniaz. Shayera Hall é a falecida esposa de Carter Hall. Ela também era conhecida como Mulher-Gavião, membro da Sociedade da Justiça da América.
A versão da personagem chamada Kendra Saunders apareceu na série da CW Legends of Tomorrow, estreando em 2016, interpretada por Ciara Renée. Antes ela também participará da série de mesmo universo, The Flash.
Kendra Saunders teve sua aparição no episódio 5 da segunda temporada da série The Flash, exibida pela Warner, como atendente da cafeteria CC Jitters. No episódio 7 da segunda temporada de The  Flash, Vibro (nome real Francisco "Cisco" Ramon) sentiu a presença de Kendra Saunders que aparece em formas bem nítidas.
Em Injustiça: Deuses Entre Nós a Mulher Gavião é uma das personagens jogáveis, com seus próprios movimentos especiais, habilidades e ataques. Dentro da história ela faz parte do Regime do Superman, ela luta ao lado dele contra os Insurgentes. Quando o Regime foi derrotado a Shiera foi presa pelos seus atos.
A Mulher-Gavião foi confirmada na série live-action Krypton da SYFY. 

## Curiosidades
Quando o desenho dos Superamigos foi exibido no Brasil, Moça-Gavião (Hawkgirl em inglês) foi chamada de Mulher-Águia.